# 밤의 천국
밤의 천국은 1982년 제작된 대한민국의 영화이다.

## 배역
- 하명중
- 나영희
- 나기수
- 박지훈
- 방희